# ノーコン・キッド 〜ぼくらのゲーム史〜
『ノーコン・キッド 〜ぼくらのゲーム史〜』（ノーコン・キッド ぼくらのゲームし）は、テレビ東京系列で、2013年10月4日から12月20日まで放送された日本のテレビドラマ。主演は田中圭。

## 概要
原案は、『カウボーイビバップ』や『交響詩篇エウレカセブン』などを手掛けた佐藤大が手掛け、登場するゲームはメーカー協力の下、全て実名で登場する
。放送回数はワンクール12話で、8月中旬クランクイン、9月11日クランクアップ。撮影期間は25日。1話にかける撮影期間はおよそ2日間だった。
毎回、この作品の主人公である渡辺礼治にとってエポックメイキングになる年を舞台にしており、そこでメインになるゲーム（新旧は問わない、詳細は#放送リスト参照）を礼治をはじめとする登場人物がプレイすることで、作中の登場人物達の出来事にリンクしていくという手法をとっている。ただし、一部回を除いて、終盤の数分間は現在である2013年現在とオーバーラップさせ、エンディングに入る手法になっている。

## あらすじ
2013年、礼治はかつて父の代から営み、今は廃業した「ゲームセンターワタナベ」の店舗で一人、同級生の木戸や憧れの美少女・高野のことを思い出していた。
30年前の1983年、高校生の礼治はゲームに全く興味がなかったが、ゲームセンターにやってきた高野が『ゼビウス』をプレイする姿を見て、その姿に興味を引かれ礼治もゲームを始めてしまう。

## 登場人物

### 主要人物
高校時代・大学時代・社会人・現在（1983年 - 2013年の30年間）へと時代が進んでいき、その時代に流行したゲームが登場する。なお、主要3人の高校生活は1983年4月 - 1986年3月、大学生活は高野が1986年4月 - 1989年3月、礼治と木戸は1987年4月 - 1990年3月になる。
渡辺 礼治〈15 - 45〉
演 - 田中圭
流行に流されやすい性格。
1983年 - 1986年：高校生。
父親の雅史が経営するゲームセンターを嫌々ながら手伝う程度だったが、『ゼビウス』をやりこむ高野に惚れた事がきっかけでゲームにのめり込むようになり、ファミリーコンピュータやガンプラなどであふれる木戸の部屋を見て家族にしてくれと懇願してしまうなど、ゲーマーである木戸との親交を深める。高野の気を引こうと木戸のスコアネームであるKIDの名を騙り、木戸とKIDの名をかけて『ゼビウス』で対決することになる。
1987年：浪人生。
ゲーム断ちをしていたものの、木戸が仕込んだ『ドラゴンクエストII 悪霊の神々』にのめり込んでしまい、遂には木戸や高野を巻き込み、試験日前夜になるまで熱中し、3人で協力し徹夜でロンダルキアへの洞窟を攻略する。
1987年 - 1990年：大学生。
滑り止めの大学に入学。ゲーム以外にもバンドを組んだりなど、気ままなキャンパスライフを過ごしている。ここで、後に妻になる新谷朱理と出会う。バブル景気末期だったのにもかかわらず就職できず、その後の不景気でバイト先も解雇になり、結局実家のゲームセンターの店番に落ち付くことになる。
1993年 - ：家事手伝い → ゲームセンター店主。
高野と木戸の成功に焦燥感を抱き、かつ本当にやりたいことを模索する中、相変わらず就職活動をしながらワタナベの手伝いをするが、父親が店を売却すると聞き猛反対し、経営を引き継ぐと訴える。父親が条件として出した『ファンタジーゾーン』のノーコンクリアを木戸の協力のもと果たし、ゲームセンターの経営を引き継ぐ。
1995年
遅まきながら格闘ゲームを店に導入したことでブームに乗り、一時の賑わいを得る。しかし旧作の筐台を撤去して格闘ゲームコーナーを拡張を計画したところ、旧来の店の雰囲気や常連も大事だと『ゼビウス』撤去に反対した木戸と決別する事となってしまう。
1997年
借金して導入した『バーチャファイター2』等の格闘ゲームが徐々に下火になり、新しいゲームをなかなか入れられないワタナベは、格闘ゲームの常連ばかりかかつての常連もわずかとなり、途方に暮れてしまう。そんな中、たまたまプレイしていた『トゥルーラブストーリー』で、高野への想いを再認識。仕事で海外赴任が決まった高野に改めて告白しようと、空港へ向かう彼女の後を追いかけようとするが、結局会うことは叶わなかった。
その直後、木戸に500万の借金を断られたことで資金繰りに失敗。店舗を差し押さえられ、ワタナベは廃業に追い込まれる。
2013年
関係の冷え切った妻と共に団地に住んでいる。多額の借金を抱えており、自身の人生に絶望している。閉店したワタナベ店舗内の金庫から、木戸手製の『ゼビウス』攻略ノートを発見。木戸とノートを賭けての『ゼビウス』対戦に挑む。
高野 文美〈15 - 45〉
演 - 波瑠
礼治の憧れの人。かなりの美人でモテる。
1983年 - 1986年：高校生。スコアネーム：二代目YMO。
『ゼビウス』のバキュラを256発で粉砕できるという都市伝説を信じてゲームセンターワタナベに来店。それ以来、礼治と木戸の親友になっていく。なお、木戸と同じ団地に住んでいる。
鬼塚に好意を抱き、その影響からかYMOやピチカート・ファイヴといった1980年代当時のニューミュージックを好む。
1986年 - 1989年：ファッション系の女子大学に進学。
学校内にゲーム好きな学生がおらず、話が合わず浮いていると礼治や木戸に愚痴をこぼしている。浪人中だった礼治や木戸に代わって『ドラクエII』のレベル上げを行ってくれていた。
1990年 - ：出版社に就職。
ファッション誌「F-nation」の編集部に配属。出版社への就職はヘッドハンティングによるものである。また、誌面上でモデルも務めている。コンピュータゲームとファションを融合したイベント「東京G2ナイトグルーヴ」を企画。
1993年
ワタナベを自身の知り合いの雑誌で取り上げてもらい、木戸にも協力を仰いで店に客を呼び込む。このことから敏腕編集者であることがうかがえる。
1995年
礼治と共に格闘ゲームの拡張に賛同し、バーチャ大会を開くことを提案する。しかしその結果、木戸と礼治の決別を目の当たりにすることとなり、バーチャ大会の当日に一人片隅にあった『ゼビウス』をプレイする。
1997年 - ：「F-nation」編集長。
最年少で編集長に就任。海外赴任の話を礼治への好意から躊躇するが、結局礼治とは気持ちが通じ合うことなく日本を旅立った。
2013年
メガネを掛け、若干髪を伸ばしヘアバンドで留めている。海外赴任から仕事一筋に生きてきたせいか、周りに異性の影はなくなっている。ワタナベが潰れていたことは知らずにいた。特別背任の容疑で身動きの取れない木戸に、礼治から攻略ノートを取り戻す事を依頼され、事件の真実を取材にすることを条件にそれを引き受ける。
すべてが解決した後、出版社を辞め作家に転身。木戸を取材した内容を小説として出版する。
木戸 明信〈15 - 45〉
演 - 浜野謙太
眼鏡をかけた、いわゆるゲームおたく。ズボンのチャックを閉め忘れる癖がある。ゲームセンターワタナベにとっては伝説的なプレイヤーの存在になり、時代を経るにつれ神格化されているとも言える状態になる。
1983年 - 1986年：高校生。スコアネーム：KID。
実家はデュッセルドルフに新規事業を立ち上げるほどの金持ちだが、団地で暮らしている。欲しい物はかなり自由に買って貰っているらしく、家にはファミリーコンピュータやガンプラ、アイドルのレコードなどであふれている。
得意なゲームをきっかけに礼治や高野と親交を深め、気の弱さを克服。店の中で積極的に攻略法を伝授したり、ゲーム攻略用のコミュニケーションノートを作成して情報を公開していくまでになる。
この頃はリアビューの作品が苦手で、『ポールポジションII』は父親との対決まで一度もプレイしていなかった。ただし、この一戦で克服できたようである。父親のことを「父さん」と呼ぶことはほとんどなく、下の名前で呼んでいる。工業系の大学に進学を検討している。
1987年：予備校通いの浪人生。
礼治と同じくゲーム断ちをしていたが、"QUEST"の文字を見るだけでドラクエを思い浮かべてしまうようになり、遂には気狂いを起こして予備校から帰ってしまうほどに悪化。勉強に集中するため、礼治と途中合流した高野と共に『ドラゴンクエストII』を攻略している。
1987年 - 1990年：念願の工業系の大学に進学。
1990年
大学で野々村寛と出会い意気投合。彼と共に大学に通いながらゲームプログラミング会社「M.A.R.S.社」を立ち上げる。
1993年
有名若手ゲームプログラマーとして名を馳せ、スケジュールが詰まっている中でも、隙を見てワタナベに通っている。しかし、野々村はそれを快く思っていないようで、止めるように忠告している。
1995年
格闘ゲームはやらない主義といい、ワタナベに来る格闘ゲーマーとは距離を置いていた。しかし格闘ゲーマーとそのギャラリーの粗暴な振る舞いにより居場所をうばわれ、『ゼビウス』がプレイできなくなっていた常連の少年のために、「バーチャ三天王」のNo.1に対してほぼ初見プレイの『バーチャファイター2』で勝負に挑み、これを打ち破る。
その後、「格闘ゲームをしている常連やゲーセンの明るい雰囲気が怖い」と訴える馴染みの常連の代弁者として、『ゼビウス』撤去反対を礼治に訴えるが決裂。当初出場を表明していた高野発案のバーチャ大会出場を辞退した事で、礼治に大会の目玉であるKIDの名をかけた『バーチャファイター2』対戦を挑まれるが、わざと負けてワタナベを去る。
1997年 - 「M.A.R.S.社」共同社長。
若手社長として世間の注目を浴びる。礼治にワタナベの運営資金として500万の借金を依頼され、当初はあっさり応じたものの、病床の雅史から礼治に金を貸さないよう諭され、それを翻した。
2013年：「M.A.R.S.社」共同代表。
ゲーム機に囲まれた部屋で仕事をしている。特別背任の容疑で捜査対象になっているため、隠れ家に身を隠している。礼治から木戸のゼビウス攻略ノートを賭けた『ゼビウス』対戦を挑まれる。
渡辺 雅史〈42 - 56〉
演 - 佐藤二朗
1983年 - ：ゲームセンターワタナベ店主。
礼治の父親。エロ本をコレクションしていて、閉店したワタナベの金庫からエロ本が見つかるほど。いわゆる山師のような性格ではあるが、実現しなかったものの宅配ピザを開業しようと目論むなど先見の明はある。
RPGのような思考系作品が苦手で、しばしば礼治や木戸に相談している。テトリスが話題になるが、なぜかコラムス対決になった際には「大人の事情だ」とメタ発言を交えて説明した。
1993年
格闘ゲームを店に導入しなかったことでブームにも乗れず、ついにワタナベの売却を決意。木戸に助けてもらおうと提案する礼治を、友達なら友人の足を引っ張るようなことをするなと諭す。しかし店を無くしたくないという礼治の熱意に負け、ワタナベの経営権を礼治に譲る。その直前に心臓発作で倒れ、入院している。退院後は、曰く元妻の花屋で働くことになった。
1997年
再び入院生活を送っており、礼治に頼まれた500万を会社の運営資金から工面して病室に訪れた木戸に、「一度貸すとそのままずるずる何度も貸す事になり、何れ金の切れ間が縁の切れ目になる。人生もコンティニューすればいい、木戸は木戸のゲームをやり遂げろ。」と礼治に金を貸さないよう諭した。

### ゲスト
複数話・単話登場の場合は演者名の横の括弧（）内に表記。
第1話
田崎 邦男
演 - 松浦祐也（第2・7・10 - 11話）
1983年 - 1984年：学生。
15歳の木戸に絡むリーゼントに学ランの不良少年だったが、ゲームの腕前のよさに徐々に態度を変えていき、木戸と父親の対決の際には心から木戸を応援し、1プレイ用のコインを手渡している。
2013年：チンピラ風の出で立ち。
野々村に雇われて木戸のゼビウス攻略ノートの行方を探っている。
第2話
木戸 秀雄
演 - みのすけ
明信の父親。ゲームセンターを快く思っていなかったが、息子の生き生きした姿を見て、肯定的なイメージを持つようになった。『ポールポジションII』は初プレイながらも、雅史からなかなかのプレイと褒められるほど上手く、同作品を「ステアリングの挙動が軽い以外はなかなかよくできている」と評している。
ちなみに、ドイツ在住時にはアウトバーンを疾走しているくらいのスピード狂のようである。
第3話
鬼塚 孝弘
演 - 永岡佑（第2話）
スコアネーム：初代YMO。文美の姉・京子の同級生で文美の想い人だが、実は京子の方が好き。
高野 京子
演 - 芳賀優里亜
文美の姉。鬼塚に想いを寄せられているのだが、趣味が合っていない。鬼塚の薦める音楽は「よくわからない」と言っている。
第5話
新谷 朱理 → 渡辺 朱理〈 - 44〉
演 - 藤本泉（第10 - 12話）
1990年：礼治と同じ大学に通う学生。
偶然礼治と知り合い、好意を持たれる。学内を歩くだけで多数の元彼とすれ違うほど男性遍歴が非常に多く、告白まで決意していた礼治を一気に冷めさせた。
2013年：礼治の妻。
礼治が慰謝料を支払うことが出来ない理由から、嫌々ながら礼治との結婚生活を続けている。男性遍歴の多さから人を見る目は確かであり、野々村が多額の礼金と引き換えに『ゼビウス』の攻略ノートを手に入れようと訪れた際は、女の勘(「見るからにイヤな奴」と後に罵っている)で機転を利かせて嘘をつき、礼治にノートを託した。
その後、復興したワタナベを妻として手伝うシーンがあり、愛情が全く無くなってしまったわけではないことがうかがえる。
裕介
演 - 南圭介
朱理の元彼の一人。文武両道のスポーツマンで容姿も抜群、芸能事務所にスカウトされたこともあるほどで、礼治から見て非の打ちどころのない人物。礼治に朱理を賭けた『コラムス』勝負を挑まれるが、本人は彼女とは寄りを戻すつもりはなかった。
野々村 寛〈22 - 45〉
演 - 川島潤哉（第6 - 7・11 - 12話）
1990年：大学生。
好きなゲームのジャンルなど、馬が合う木戸と大学構内で知り合い、その後彼と一緒にゲーム会社を立ち上げる。
1993年
「ノーコン・キッド」であることを忘れていない木戸とは違い、ワタナベを「こんな処」と見下す態度を取り、権力や地位・金銭や名誉に固執していく。木戸との溝は深まっていった。
2013年：「M.A.R.S.社」共同代表。
ゲームセンターワタナベの債権者になっている。普段は冷静な有能経営者として振る舞っているが、思い通りにならないことがあると苛立ち激昂する。
木戸の作った『ゼビウス』の攻略ルートが、M.A.R.S.社の開発した人工知能「ガンプ」に掛けられているセキュリティのパスワードになっているため、木戸の『ゼビウス』の攻略ノートの行方を追っていた。ワタナベで礼治とのゼビウス対決を終えた木戸から、ワタナベを買い戻せる資金と引き換えにゼビウス攻略ノートを手に入れるが、それこそが木戸が用意していたトラップであり、ガンプのセキリュティを解除した途端、ガンプから大量の非合法な社内情報が外部に暴露され、世界中の個人情報を不正にハックしようとした罪により、警察に逮捕される事となった。
第6話
夏目 みどり
演 - 村岡希美（第11話）
1990年：「F-nation」編集長。文美の上司。やり手のキャリアウーマンといった風情で、仕事に対する態度は厳しい。文美を高く買っていた一方、亀山のことはあまり評価していなかった（後述）。
2013年：編集社の社長となっている。文美に対する信頼は並々ならぬものがあり、仕事を辞めたいと告白されたときは、かなり慌てた様子を見せていた。
亀山
演 - 信川清順
「F-nation」時代の、文美の先輩編集者。ヘッドハンティングされた文美に対し嫉妬心を抱いており、何かと嫌味を言っていた。
では自分が仕事が出来るかと言えばそうではなく、文美の企画イベントの準備の際、上司であるみどりから「貴女暇でしょ、片付けておいて」などと命令を下されており、評価が低いことがうかがえる。
イベントの要だったスーパーファミコンを隠してしまい、ひと騒動を起こす。劇中ではその名前・服装からクッパに暗喩されている。2013年には登場しない。
先輩
演 - 宇野祥平
水道工事会社「プラマン」職人。礼治のバイト先の社員。口が悪く高圧的で、礼治のことを「バイト」としか呼ばないが、親戚からもらった椎茸を満面の笑みで礼治に分けてくれる一面もあり、根はそこまで悪い人間ではない。
マイ
演 - 手塚真生
「F-nation」編集部のアルバイト。
第7話
加代子
演 - 筒井真理子
雅史の元妻で礼治の母親。花屋の経営者。雅史がつくった借金の連帯保証人になっているため、離婚しても縁が切れない状態。雅史とは正反対の性格で、真面目な仕事一辺倒の人間。仕事に夢中になるあまり、母として息子に何もしてあげられていないと思っている。
礼治に自分の店で働かないかと打診する。雅史が店を売ることを決めたことで職を失うことになる礼治への配慮だったが、経営を引き継ぐことでその話はなくなり、財政支援も行わないことを通告している。
第8話
リーマン
演 - 眞島秀和
ワタナベに通っている常連の一人。元は池袋の「中プラ」で「リーマン影」と呼ばれ名を馳せた『バーチャファイター2』プレイヤー。リストラされたため「リーマン」と呼ばれるのを嫌い、以後「フリーマン影」と名乗った。『バーチャファイター2』で「バーチャ三天王」No.3のふかちゃんに敗れる。
9話の冒頭でハローワークに通っていることが話題として出てくるが、以降は登場しない。
第9話
エビアン助川
演 - 杉山彦々
「バーチャ三天王」のふかちゃんに勝利したこともあるという『バーチャファイター2』プレイヤー。首からミネラルウォーターのペットボトルを下げ山高帽をかぶっている。礼治と対戦し敗れる。

### その他（ゲスト）
第1話
演 - 遠藤雅伸
『ゼビウス』のゲームデザイナー。サラリーマン風の男として出演。『ゼビウス』が覚えゲーであることを礼治にアドバイスしている。
第4話
演 - 堀井雄二
『ドラゴンクエスト』シリーズのゲームデザイナー。ゲームセンターワタナベの客として出演。ドラゴンクエストをプレイしている雅史にアドバイスをくれる。
第6話
演 - 砂原良徳、佐藤大
「東京G2ナイトグルーヴ」のDJ。
第9話
演 - 原田勝弘
『鉄拳』シリーズのプロデューサー。冒頭に映る『鉄拳』をプレイしている客として出演。

### その他の人物
役名は不明だが登場人物として特記に値する出演者を記載する。
第8話
小学生
演 - 土師野隆之介（第9話、第10話）
1995年：ワタナベに『ゼビウス』をプレイするため通っている少年。礼治からは玄人、木戸からは将来大物になると評されている。マナーの悪い格闘ゲームプレイヤーに『ゼビウス』の筐台を占領され、『ゼビウス』をプレイできずにいたところを木戸に助けられる。
1997年：相変わらずワタナベに通っている。ゼビウス台を自分の席にして、木戸の記事が載った雑誌を読んでいた。
眼鏡
演 - 守屋文雄（第9話、第10話）
1995年：ワタナベの常連客の一人で眼鏡をかけて肩から鞄を下げている短髪の男。いつも「帽子」と一緒にいる。KIDのことを知っており、横暴な格闘ゲームプレイヤーと何故戦わないのかと木戸に詰め寄った。
1997年：「帽子」と一緒に格闘ゲームプレイヤーの去ったワタナベを相変わらずたまり場にしている。『トゥルーラブストーリー』にはまっており、礼治に紹介したところ、強引に取り上げられてしまう。
帽子
演 - 水澤紳吾（第9話、第10話）
1995年：ワタナベの常連客の一人で帽子をかぶり、手ぬぐいを肩掛けし、鞄を下げている男。いつも「眼鏡」と一緒にいる。格闘ゲーム導入以降にやってきた客たちによって店の雰囲気が変わりつつあることに対する不満を木戸に吐露する。『ゼビウス』の撤去の話を聞きつけ、「格闘ゲームの客がAVコーナーにカップルで来る客みたいで嫌だ」と「小学生」や「眼鏡」とともに木戸にバーチャ大会不参加を訴える。
1997年：「眼鏡」と一緒に格闘ゲームプレイヤーの去ったワタナベを相変わらずたまり場にしている。高野を探す礼治に彼女が空港へ向かったことを伝えた。
ヤンキー
演 - 落合モトキ（第9話）
ワタナベの常連客。リーゼントにスカジャンというチンピラ風の男で、ワタナベに来店した他の客にスカジャンを馬鹿にされていた。後に礼治にアルバイトとして雇われる。
たなべ
演 - 政岡泰志（第9話）
関東最強と言われるバーチャ2プレイヤーグループ「バーチャ三天王」のNo.1。かつてM.A.R.S.社で働いていた。木戸との『バーチャファイター2』対戦に敗れる。大会での再戦を誓い、No.3のふかちゃんと精神修行の山籠りを行っていたが、大会当日に木戸が参加していない事を知り、「礼治KID」を偽者と吐き捨て店を去った。

## 舞台設定
本作に登場する舞台設定や固有名詞を解説する。以下、五十音順で記載。
池袋GiGO
東京都豊島区にあるセガの直営店舗。『バーチャファイター2』ブームの頃、有名プレイヤーが集まる店として"聖地"とまで呼ばれた。
ガンプ
木戸がゲームセンターの攻略ノートからヒントを得て制作した、世界中の個人情報を検索する人工知能システム。木戸の考案した『ゼビウス』の攻略ルートがメインシステムへのパスワードとなっている。
木戸が「僕の夢」とまで入れ込んでいたシステムだが、世界中の個人情報を当人達には断りもなく集めてしまうため、皮肉にも『ゼビウス』のガンプと同じく、悪用すればとんでもないシステムとなってしまう可能性を秘めている。それ故に厳重なセキュリティロックをかけ、容易に起動できないようにしていた。
ゲームセンターワタナベ
礼治の父親である雅史が経営しているゲームセンターで、1993年に息子である礼治に引き継がれる。所在地は埼玉県所沢市並山3-5-12。元々は駄菓子屋だったが、インベーダーブームの際にパチンコ仲間からそそのかされて1台置いたのをきっかけに徐々にゲーム筐体が増えていくことになる。主要人物である礼治・木戸・高野にとって無くてはならない場所で、雅史に至っては「お前（礼治）はこのゲーセンを継ぐべき星の下に生まれた」とさえ称したほどである。
当初は24時間営業だったが、改正風俗営業法の施行で10時 - 22時の営業になった頃から徐々に経営は苦しくなってきているようで、しばしば行う筐体の入れ替えで借金がかさむようになる。また買い取りだった筐体はリースのものも入れたりしてコストを抑えたり、コンビニエンスストアの普及で売れなくなった駄菓子のスペースを縮小して旧作の筐体を入れる、高野が編集を務める雑誌の企画などで活性化を図ったものの、ファミリーコンピュータなどをはじめとする家庭用ゲーム機の隆盛・消費税の導入などもありあまり上手くいかなかったようで、2013年現在では廃業、債権者は野々村寛。
『ゼビウス』
コンピューターゲームとしては初めてストーリーなど詳細なバックボーンが設定された作品。詳細は同項目参照。
格闘ゲーム隆盛の中でも撤去されることはなかった経緯も持っている、ワタナベの中では神格化されたと言っても過言ではないゲーム。礼治・木戸・高野にとってとても重要なゲームであり、作中でもしばしば何かしらの形で登場する。本作ストーリーの骨子ともなっている。
東京G2ナイトグルーヴ
第6話で高野が企画したイベント。高野がゲームの洗練さに着目し、木戸のアドバイスもあり企画したものである。
ゲームとファッションショーとのコラボレーションがメインで、当時の最先端でトレンドでもあったスーパーファミコンと『スーパーマリオワールド』を使用した。
M.A.R.S.社
木戸と野々村が共同で設立・運営しているゲーム会社。当初は小さな部屋（詳細は不明）から起業しているものの、2013年時点ではインターネットのソーシャルサービスに業務転換しており、27階建ての高層ビルの一角（最上階を含む4フロア分）を借りるまでに大きくなっている。ガンプ研究所という部署があり、そこで野々村が木戸の隠したトップシークレットを解析しようと躍起になっている。そのために、木戸ばかりか木戸に関わる高野の捜索や尾行を業者に依頼している。

## 用語解説
本作に登場するコンピューターゲームやゲームセンターなどでの専門用語や俗語を解説する。以下、五十音順で記載。
安全地帯
敵や敵弾などのアルゴリズムやバグなどにより生じる、自機を動かさないでいても敵の攻撃を受けない地点のこと。
裏技
当該項目参照。
覚えゲー
当該項目参照。
カンスト、カウンターストップ
当該項目参照。『ゼビウス』のカンスト点は999万9990点。
ZAP
『ドルアーガの塔』で条件を満たさないままクリアをしようとすると、階層を戻されてしまうペナルティ。これを意図的に利用してハイスコアを出す事も出来るため、ゲームセンター側はこれを禁止行為とすることがあった。ゲームセンターワタナベの壁にも「ZAP禁止」の貼り紙が貼られていた。
スコアネーム
ハイスコアを記録した際のネームエントリーや、ゲームセンターのハイスコアボードに記入する際に用いるプレイヤーの名前。ドラマ内での木戸の「KID」や高野の「YMO」など、英数字3文字が基本。『バーチャファイター2』で、プレイヤーが名乗っていた「リーマン影」や「エビアン助川」などはリングネームであり、スコアネームとは区別される。
ゼビ語
『ゼビウス』のリアリティを深めるために設定された独自言語。作中で木戸は「グワッシャ（発進）」「ガスト・ノッチ（絶好調）」を使用している。また、KIDの攻略ノートの表紙にはゼビ文字が書かれている。
ノーコン
ノーコンティニューの略。つまり、コイン1枚（ワンコイン）でゲームクリアまで、無限ループのゲームであればカウンターストップまでプレイすること。
バキュラ
ゼビウス#敵キャラクター参照。破壊不可能な敵であるが、条件を満たすと破壊可能となるという噂（ウソ技）が流行した。
ファードラウトサーガ
『ゼビウス』のゲームデザイナー遠藤雅伸による「小説ゼビウス ファードラウトサーガ」のこと。「M.A.R.S.」や「ガンプ」の名称は、この小説に登場する物から由来している。

## 登場ゲーム
- 第1話
  - ゼビウス、クレイジー・クライマー、ギャラガ、パックマン、ポールポジションII
- 第2話
  - ポールポジションII、1942、パックランド、空手道、ドルアーガの塔、ゼビウス、マリオブラザーズ
- 第3話
  - パックマン、影の伝説、ツインビー、魔界村、グリーンベレー、戦場の狼、ハングオン
- 第4話
  - ドラゴンクエスト、ドラゴンクエストII 悪霊の神々、スペースハリアー、アルカノイド、ファンタジーゾーン、熱血硬派くにおくん
- 第5話
  - ゼビウス、ツインビー、熱血硬派くにおくん、スペースハリアー、雷電、コラムス、ドルアーガの塔、パックマン、アルカノイド、マーベルランド、マジックソード、ポールポジションII、魔界村、ドラゴンクエストII、トリオ・ザ・パンチ、グラディウスIII、ファイナルファイト、源平討魔伝
- 第6話
  - スーパーマリオブラザーズ、マジックソード、熱血高校ドッジボール部、ロックマン3 Dr.ワイリーの最期!?、スーパーマリオワールド、グラディウスIII、U.S.NAVY
- 第7話
  - ファンタジーゾーン、R-TYPE、コズモギャング・ザ・ビデオ、天聖龍、グラディウスIII、U.S.NAVY、ウルフファング、キャプテンコマンドー、スーパーリアル麻雀PIV
- 第8話 
  - バーチャファイター2、鉄拳、スーパーストリートファイターIIX、ゼビウス
- 第9話 
  - バーチャファイター2、スーパーストリートファイターIIX、海底大戦争、鉄拳、キメラビースト（英語版）[注 14]、ぷよぷよ通、ゼビウス
- 第10話 
  - トゥルー・ラブストーリー、鉄拳3、ヴァンパイアセイヴァー、ストリートファイターZERO2
- 第11話
  - ゼビウス、鉄拳タッグトーナメント2 UNLIMITED、マリオカート2 アーケードグランプリ、太鼓の達人 ソライロVer.
- 第12話
  - ゼビウス、ポールポジションII、バーチャファイター2、スーパーストリートファイターIIX、ぷよぷよ!!クエスト アーケード、コラムス、怒首領蜂最大往生、ドラゴンクエストII、バーチャファイター2.1、パックマン、鉄拳タッグトーナメント2 UNLIMITED、グラディウスII、ファンタジーゾーン

### ゲームプレイヤー
劇中のゲーム映像は別のプレイヤーによるプレイを収録して使用している。
- 第1話
  - ゼビウス（アーケード版） / SPREAM・REI
  - スーパーゼビウス ガンプの謎（ファミコン版） / 八丁堀
- 第2話
  - ポールポジションII（アーケード版） / 小島賢治
  - ドルアーガの塔（アーケード版） / SPREAM・REI
  - ゼビウス（ファミコン版） / SPREAM・REI
  - マリオブラザーズ（ファミコン版） / 安部理一郎、八丁堀
- 第3話
  - パックマン（アーケード版） / 世界チャンポン（八木貴弘）
  - ハングオン（セガ・マークIII版） / 安部理一郎
- 第4話
  - ドラゴンクエスト（ファミコン版） / 西あずさ
  - ドラゴンクエストII 悪霊の神々（ファミコン版） / 西あずさ
- 第5話
  - 源平討魔伝（PCエンジン版） / 安部理一郎
  - ファイナルファイト（アーケード版） / 白
  - コラムス（アーケード版） / 世界チャンポン（八木貴弘）、RAK
- 第6話
  - ロックマン3（ファミコン版） / 和田俊輔
  - スーパーマリオワールド（スーパーファミコン版）/ 成田啓吾
  - スーパーマリオブラザーズ（ファミコン版） / 和田俊輔
  - ゼビウス（アーケード版） / SPREAM・REI
- 第7話
  - スーパーリアル麻雀PIV（アーケード版） / 田中和則、成田啓吾
  - グラディウスII（アーケード版） / Knight2K
  - ファンタジーゾーン（アーケード版） / 安部理一郎
- 第8話 - 第9話
  - バーチャファイター2（アーケード版） / 新宿ジャッキー（羽田隆之）、池袋サラ（吉嶺豊彦）、ブンブン丸（篠原元貴）、キャサ夫（佐谷崇）、ちび太（小松栄治）、打撃マン（青木信吾）、SHU（村上周）
  - ぷよぷよ通（アーケード版） / 八丁堀（第9話）
- 第10話 
  - トゥルー・ラブストーリー（プレイステーション版） / 江連頼久
- 第11話 - 第12話
  - ゼビウス（アーケード版） / SPREAM・REI

### 協力ゲームメーカー
- 第1話
  - TAiTO、BANDAI NAMCO Games
- 第2話
  - CAPCOM、Nintendo、TAiTO、BANDAI NAMCO Games
- 第3話
  - CAPCOM、KONAMI、SEGA、TAiTO、BANDAI NAMCO Games
- 第4話
  - CAPCOM、KONAMI、SQUARE ENIX、SEGA、TAiTO、BANDAI NAMCO Games、Million
- 第5話
  - NEC、CAPCOM、KONAMI、SEIBU KAIHATSU INC.、SEGA、TAiTO、BANDAI NAMCO Games、Million
- 第6話
  - CAPCOM、KONAMI、Nintendo、BANDAI NAMCO Games、Million
- 第7話
  - irem、CAPCOM、KONAMI、CA MOBILE、SEGA、BANDAI NAMCO Games
- 第8話 - 第9話
  - CAPCOM、SEGA、BANDAI NAMCO Games、irem（第9話）
- 第10話
  - エンターブレイン、CAPCOM、BANDAI NAMCO Games
- 第11話
  - Nintendo、BANDAI NAMCO Games
- 第12話
  - CAPCOM、cave、KONAMI、SQUARE ENIX、SEGA、BANDAI NAMCO Games

## スタッフ
- 原案・シリーズ構成 - 佐藤大
- 脚本 - 佐藤大、石山英憲、上田誠、森ハヤシ、前田司郎、冨永昌敬、真利子哲也
- 企画ブレーン - 酒井健作
- 音楽 - 砂原良徳
- 監督 - 鈴村展弘、石田雄介、冨永昌敬、沖田修一、真利子哲也
- オープニングテーマ - TOKYO No.1 SOUL SET「One Day」（tearbridge production / avex entertainment inc.）
- エンディングテーマ - czecho No Republic「MUSIC（ノーコン・キッドver.）」（日本コロムビア）
- 各話劇中使用曲
  - 細野晴臣「スーパーゼビウス」（第1話）
  - 伊藤つかさ「恋はルンルン」（第2話 / 徳間ジャパン）
  - ピチカート・ファイヴ「オードリィ・ヘプバーン・コンプレックス」（第3話 / テイチクエンタテインメント・ノン・スタンダード）
  - ZEN-LA-ROCK「JACK FUTURE feat. JOY McRAW（LIVE INST）」（第5話）[注 15]
  - スチャダラパー「スチャダラパーのテーマPT.2」（第6話 / Major Force）
  - ZEN-LA-ROCK「MORE JACK UR BODY feat. BTB」（第6話）
  - 仲間由紀恵「トゥルー・ラブストリー〜恋のように僕たちは〜」（アンティノスレコード / 第10話）
- 脚本協力 - 宮昌太朗
- 助監督 - 大橋祥正
- ゲーム担当 演出部 - 成田啓吾
- タイトルバック演出 - 石田雄介
- 撮影 - 菊池亘（J.S.C.）
- 照明 - 藤井勇
- 美術 - 岩本浩典
- 選曲 - 金貞陽一郎
- VFXプロデューサー - 菅原悦史
- アートディレクション - 草野剛
- ゲームコーディネート - 安部理一郎
- Special thanks - 牛澤庸二、松井宗達、奥成洋輔、池田稔、むらいみすずMEG、TGNG crew、Honey、鵜之澤伸、遠藤雅伸、さやわか、関智行、竹本純生、福岡邦子、ローリング内沢、和田一基、原田勝弘
- 協力 - 橋本徹
- プロデューサー - 五箇公貴、家住さやか、鈴木俊輔、西ヶ谷寿一、秋枝正幸
- アシスタントプロデューサー - 日暮奈々美
- 制作 - テレビ東京、ジャンゴフィルム
- 製作著作 - 「ノーコン・キッド」製作委員会

## 放送リスト
| 放送回          | 放送日   | ゲーム名                 | 脚本              | 監督       | 舞台   | 舞台の年の主な出来事                  |
| --------------- | -------- | ------------------------ | ----------------- | ---------- | ------ | ------------------------------------- |
| INSERT COIN #01 | 10月04日 | ゼビウス                 | 佐藤大            | 鈴村展弘   | 1983年 | ファミリーコンピュータ発売            |
| INSERT COIN #02 | 10月11日 | ポールポジションII       | 佐藤大 石山英憲   | 鈴村展弘   | 1984年 | 『ドルアーガの塔』稼働                |
| INSERT COIN #03 | 10月18日 | パックマン               | 佐藤大 石山英憲   | 鈴村展弘   | 1985年 | 改正風俗営業法施行                    |
| INSERT COIN #04 | 10月25日 | ドラゴンクエスト         | 上田誠            | 鈴村展弘   | 1987年 | 『ドラゴンクエストII 悪霊の神々』発売 |
| INSERT COIN #05 | 11月01日 | コラムス                 | 森ハヤシ          | 石田雄介   | 1990年 | スーパーファミコン発売                |
| INSERT COIN #06 | 11月08日 | スーパーマリオブラザーズ | 森ハヤシ          | 石田雄介   | 1990年 | スーパーファミコン発売                |
| INSERT COIN #07 | 11月15日 | ファンタジーゾーン       | 森ハヤシ 冨永昌敬 | 冨永昌敬   | 1993年 |                                       |
| INSERT COIN #08 | 11月22日 | バーチャファイター2      | 前田司郎          | 沖田修一   | 1995年 |                                       |
| INSERT COIN #09 | 11月29日 | バーチャファイター2      | 前田司郎          | 冨永昌敬   | 1995年 |                                       |
| INSERT COIN #10 | 12月06日 | トゥルー・ラブストーリー | 真利子哲也        | 真利子哲也 | 1997年 | たまごっちブーム                      |
| INSERT COIN #11 | 12月13日 | ゼビウス                 | 佐藤大            | 鈴村展弘   | 2013年 |                                       |
| INSERT COIN #12 | 12月20日 | ゼビウス                 | 佐藤大            | 鈴村展弘   | 2013年 |                                       |

## ネット局と放送時間

### 地上波
| 放送地域       | 放送局                | 系列           | 放送期間                       | 放送日時                 | 備考       |
| -------------- | --------------------- | -------------- | ------------------------------ | ------------------------ | ---------- |
| 関東広域圏     | テレビ東京（TX）      | テレビ東京系列 | 2013年10月4日 - 12月20日       | 金曜 24時52分 - 25時23分 | 制作局     |
| 北海道         | テレビ北海道（TVh）   | テレビ東京系列 | 2013年10月4日 - 12月20日       | 金曜 24時52分 - 25時23分 | 同時ネット |
| 大阪府         | テレビ大阪（TVO）     | テレビ東京系列 | 2013年10月4日 - 12月20日       | 金曜 24時52分 - 25時23分 | 同時ネット |
| 福岡県         | TVQ九州放送（TVQ）    | テレビ東京系列 | 2013年10月4日 - 12月20日       | 金曜 24時52分 - 25時23分 | 同時ネット |
| 岡山県・香川県 | テレビせとうち（TSC） | テレビ東京系列 | 2013年10月15日 - 2014年1月7日  | 火曜 25時05分 - 25時35分 | 11日遅れ   |
| 和歌山県       | テレビ和歌山（WTV）   | 独立局         | 2013年10月17日 - 2014年1月9日  | 木曜 25時35分 - 26時05分 | 13日遅れ   |
| 愛知県         | テレビ愛知（TVA）     | テレビ東京系列 | 2013年10月17日 - 2014年1月8日  | 木曜 27時05分 - 27時35分 | 13日遅れ   |
| 山形県         | テレビユー山形（TUY） | TBS系列        | 2013年11月29日 - 2014年2月14日 | 金曜 25時30分 - 26時00分 | 56日遅れ   |
| 福島県         | テレビユー福島（TUF） | TBS系列        | 2014年1月29日 - 4月18日        | 金曜 25時25分 - 25時55分 | 119日遅れ  |
| 岐阜県         | 岐阜放送（GBS）       | 独立局         | 2014年10月7日 - 12月30日       | 火曜 24時00分 - 24時30分 | 1年遅れ    |
| 三重県         | 三重テレビ（MTV）     | 独立局         | 2014年10月18日 - 2015年1月3日  | 土曜 24時05分 - 24時35分 | 1年遅れ    |

### 配信・オンデマンド放送
キー局であるテレビ東京のオンデマンド放送であるテレビ東京オンデマンド以外にも、GYAO!・J:COM・niconico・DMM.com・TSUTAYA TV・ShowTime・Google Playなどで配信されている（全て有料配信）。
2013年12月20日にはニコニコ動画で最終話を除いた一挙放送と放送時間に合わせた実況生放送が行われた（この配信のみ無料放送。ただしタイムシフト視聴は不可）。

## その他

### 映像ソフト
2014年2月4日にBlu-rayとDVDで発売される（いずれもBOXでの発売）。本編以外に映像特典と特製ブックレット、オリジナルサウンドトラックが収録される予定となっている。

### 関連グッズ
- （書籍）TVドラマ「ノーコン・キッド」から見るゲーム30年史

2013年12月20日、アンビット発売・徳間書店販売。Nintendo DREAM責任編集。キャストや監督らによるドラマ制作秘話、平林久和による各話に登場するゲームをメインにした当時の時代背景を解説したものになっている。
- （玩具）「ノーコン・キッド」nanoXEVIOUS

2014年2月7日発売。この商品は『ゼビウス』に出てくるソルバルウをナノブロックで作ったもので、この番組とのコラボ商品である。作中で登場した木戸の社長室に飾ってあったソルバルウのミニチュア版である。

### 関連イベント
- ノーコン・キッド×ゲームセンターCXカフェ

2014年1月31日から2月17日までの期間限定で、渋谷パルコ パート1・7F 特設会場にてオープンした。入場料1,000円（90分入替制）で、ドラマ内に登場したアーケードゲームが無料でプレイできたり、限定グッズが販売された。
- No-Continue(イッキ観)上映会＋他では聞けない（秘）トークショー

2014年1月31日から2月8日までシネクイントにて、ドラマをスクリーンで連日4話ずつレイトショー上映し、ゲストを迎えてのトークショーが開催された。
- ノーコン・キッドpresents 渋谷ゲームショウ2014 〜一夜限りのゲーセンわたなべ開店！〜

2014年2月7日に渋谷クラブクアトロにて、出演者に田中圭 、佐藤二朗、TOKYO No.1 SOUL SET、砂原良徳、Czecho No Republic、Bose（スチャダラパー）、平井善之（アメリカザリガニ）、佐藤大などを迎え、ライブやトークイベント、ゼビウスのカンスト実演などが開催された。